# La Croix-Valmer
La Croix-Valmer è un comune francese di 3 487 abitanti situato nel dipartimento del Var della regione della Provenza-Alpi-Costa Azzurra.

## Società

### Evoluzione demografica
Abitanti censiti